# مارکوس کایا
مارکوس کایا (انگلیسی: Markus Kaya؛ زادهٔ ۲۰ اکتبر ۱۹۷۹) بازیکن فوتبال اهل آلمان است.
از باشگاه‌هایی که در آن بازی کرده‌است می‌توان به باشگاه فوتبال شالکه ۰۴ و باشگاه فوتبال روت‌وایس اسن اشاره کرد.